# Ceylan portugais
1597–1658
Entités précédentes :
- Royaume de Kotte
- Royaume de Jaffna

Entités suivantes :
- Ceylan néerlandais

Le Ceylan portugais était une colonie portugaise sur les territoires du royaume de Kotte et des villages Vannimai du nord de l'actuel Sri Lanka. L'arrivée des Portugais sur l'île était accidentelle sachant qu'ils étaient venus pour le commerce de la cannelle.
Le Portugal va maintenir sa domination sur l'île de 1505 à 1658. 
En 1638, le royaume de Kandy voisin signe le traité de Kandy avec l'Empire colonial néerlandais pour chasser les Portugais. Ces derniers sont définitivement vaincus en 1658 par la puissante marine hollandaise.

## Histoire

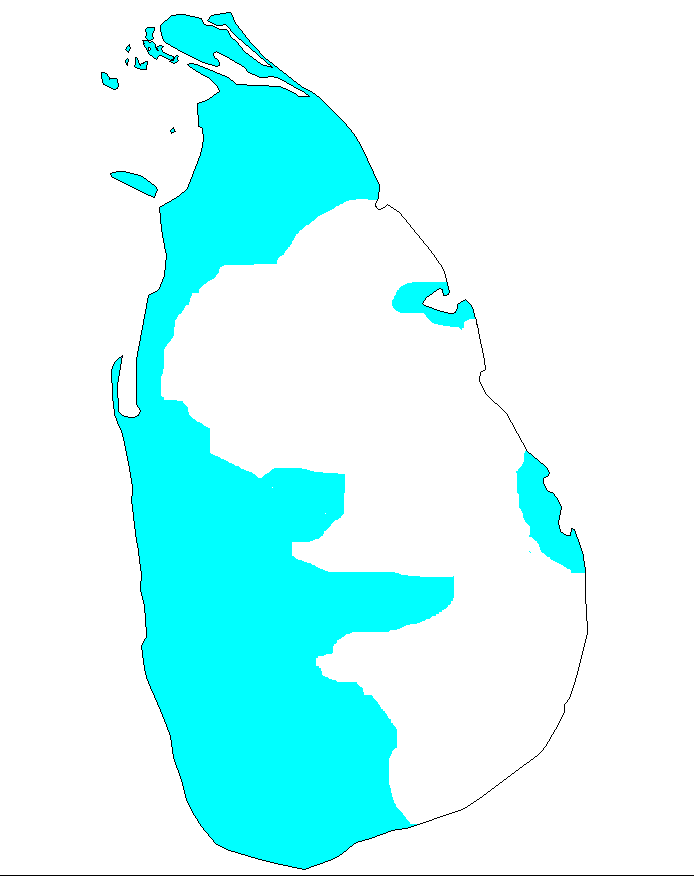
Territoire de la colonie portugaise.

Les Portugais cherchaient à briser le monopole arabe du commerce des épices. En 1501, ils apparaissent devant le port de Kalombou. À ce moment, Ceylan est divisé par plusieurs principautés rivales. Le nord est tenu par un roi tamoul, divers chefs locaux dirigent leurs tribus, et le roi légitime, détenteur de la Dent de Bouddha, réside à Kotte.
Les Portugais avaient fortement impressionné le roi de Kotte Vijayabahu VII, par leurs casques, leurs cuirasses, leurs mousquets et leurs canons. Il leur accorda ce qu'il ne pouvait pas leur refuser, le droit d'établir un comptoir commercial et celui d'élever un fort pour protéger les marchandises qui transiteront pour le compte du royaume de Portugal. Beaucoup de colonies portugaises commencèrent ainsi. Le commerce étant primordial, un factor est responsable des magasins de stockage, qui forment la faytoria, et qui est protégé par une petite garnison.
En 1521, l'un des événements  majeurs de l'histoire du Sri Lanka se produit, le Wijayaba Kollaya. Trois des fils du roi Vijayabahu VII, Bhuvanaikabahu, Raigama Bandara et Mayadunne s'allient pour tuer leur père. Mayadunne, qui hait les Portugais, s'enfuit dans l'intérieur de l'île et fonde le Royaume de Sitawaka; Bhuvanaikabahu VII tente de défendre son trône en négociant avec le vice-roi portugais de Goa. Il fait convertir au christianisme plusieurs membres de son palais.
En 1541, Bhuvanaikabahu VII se résout à envoyer une ambassade à Lisbonne pour se reconnaître vassal de Jean III de Portugal, à qui il demande de couronner son petit-fils et hériter Dharmapala. Malgré cette attitude de soumission, le roi est tué à Kélani par un soldat portugais, sous l'ordre du vice-roi de Goa. Le jeune Dharmapala est intronisé, et gouverne sous la régence de son père Weediya Bandara, l'un des généraux les plus réputés de l'histoire du Sri Lanka. Le régent finit par être révoqué par le Portugal suite aux prévarications du vice-roi, il sera emprisonné mais réussit à s'évader. Il deviendra chef de bande, et harcèlera les comptoirs portugais au sud de l'île.

### Guerre entre le royaume du Portugal et les royaumes cingalais
Les années 1544 à 1546 sont décisives : au lieu de s'unir contre les envahisseurs qui ont fait baptiser son fils Dharmapala, Weediya Bandara va combattre Mayadunne et va perdre. Mayadunné devient le Défenseur de Lanka et du Dharma. Lui et son fils Rajasinha I mèneront une résistance aux Portugais. Au même moment, Jayaweera Astana, gouverneur de la grande ville Maha Nuwara qui n'est pas encore Kandy, se proclame « roi de la montagne », Kandarajah. Il entre en relation avec les Portugais pour éliminer Mayadunne.
Au milieu de XVIe siècle, il y a 4 rois à Ceylan :
- Cankili I, roi du Royaume de Jaffna, de la dynastie Ârya Chakravarti, dans le nord de l'île
- Jayaweera Astana, roi du Royaume de Kandy, de la dynastie Siri Sanga Bo, qui veut appuyer sa force sur la science portugaise
- Mayadunne, roi du royaume de Sitawaka, de la dynastie Siri Sanga Bo, qui se met à dos les Portugais, Kandy et les Tamouls
- Dharmapala, roi du royaume de Kotte, de la dynastie Siri Sanga Bo, soumis et baptisé, qui n'est pris au sérieux par personne, et qui a déjà légué toutes ses possessions au Roi du Portugal.

Tout en flattant Dharmapala (qui ne mourra qu'en 1597), les Portugais se tournent vers le roi de Kandy, et envoient des soldats, des ouvriers, des scientifiques et des moines franciscains. L'influence portugaise s'exercera pendant plus de 35 ans.
En 1581, le roi de Sitawaka Rajasinha I luttant victorieusement contre les Portugais et les contraignant de rester sur les côtes, réussit à s'emparer de Kandy et devient pendant 10 ans le seul maître du centre de l'île. C'est alors que curieusement Rajasinha I renie le bouddhisme et se déclare hindouiste brahmaniste, persécutant les moines bouddhistes, détruisant les temples et les livres sacrés. Au bout de 10 ans, Kandy se révolte au nom du bouddhisme et chasse Rajasinha qui meurt assassiné en 1593.
Peu avant, en 1592, l'héritier du roi de Kandy converti au catholicisme mourait de façon opportune. Le général Vimaladharmasuriya I s'empare du trône de Kandy. Il s'était converti au catholicisme, mais une fois roi, il redevient bouddhiste. Il purge Kandy de toute influence portugaise et chrétienne, et reprend la lutte contre les conquérants. 
En 1587, les Portugais envahissent le royaume de Jaffna, et le roi tamoul Puviraja Pandaram sera décapité. Les monarques suivant seront assujettis au royaume de Portugal. Pendant les 30 dernières années du royaume de Jaffna, les différents rois ont souvent porté assistance au royaume de Kandy face au royaume de Sitawaka et face aux Portugais.
En 1593, il ne reste plus que 2 puissances sur l'île : le royaume de Kandy détient le centre de l'île et la côte orientale ; les colons portugais possédait toutes les autres provinces maritimes du nord et de l'ouest.
En 1594, les Cingalais résistent et gagnent une guerre contre les Portugais lors de la campagne de Danture. La puissante armée levée par les Portugais pour cette expédition a été complètement anéantie. Cette victoire a fait du royaume de Kandy une puissance majeure qui va réussir à rester indépendante jusqu'en 1815.

### Guerre néerlando-portugaise et fin du Ceylan portugais
Deux événements marqueront le destin du Sri Lanka : d'une part le roi d'Espagne Philippe II devient le souverain du Portugal en 1580; d'autre part, les Provinces-Unies, guidées par la Hollande, se soulèvent en 1579 contre les Habsbourgs d'Espagne et combattent pour leur indépendance nationale et leurs libertés religieuses. Les Hollandais deviennent ainsi les ennemis de leurs rivaux des mers, les Portugais.
Dès 1602, des marins néerlandais font escale à Trincomalee et entrent en relation avec Vimaladharmasuriya I. Le roi de Kandy accepte de s'allier pour chasser les Portugais, leurs ennemis communs. Il va très vite comprendre qu'il a fait une erreur avec ses nouveaux amis encombrants.
La Compagnie néerlandaise des Indes orientales (VOC) remporte son conflit l'opposant au Portugal en 1658 et prend donc le contrôle de l'île de Ceylan. La VOC est alors l'une des marines les plus puissantes du monde.

## Gouvernance
Bien que les Portugais fussent présents depuis 1505, ce n'est qu'à partir de 1597 qu'ils prirent possession de l'ouest de l'île. Les territoires étaient gérés par des gouverneurs.
Avant cela, 3 capitaines puis 16 capitaines-majors ont dirigé les comptoirs de commerce du Royaume de Portugal présent sur l'île.

## Architecture
Les portugais construiront plus d'une vingtaine de forts dans le pays, comme Fort Frederick ou le fort de Jaffna.

## Religion
La religion est sûrement l'héritage le plus important du règne portugais sur l'île, avec l'introduction du catholicisme.  Dès le début du règne de Dharmapala, les Portugais ont régulièrement détruit tous les vestiges bouddhistes ou hindouistes qu'ils croisèrent. Les Portugais ont usé de la force pour imposer certaines traditions chrétiennes, et les tamouls du nord auront davantage souffert du fait que les Cingalais du royaume de Kotte pouvaient fuir dans le royaume de Kandy.
La mise en place du catholicisme romain a été réalisé au prix de terribles souffrances et humiliations imposées aux adeptes des religions traditionnelles et ou de l'islam.
Néanmoins, l'impact de catholicisme n'était pas entièrement destructeur. C'est au crédit des Portugais que les conversions au catholicisme ont permis aux locaux de résister à l'épreuve du harcèlement et de la persécution sous les Hollandais. Par exemple, le calvinisme, que les Hollandais propageaient avec le même zèle, sinon les mêmes moyens que les catholiques portugais, ne développa pas de racines fortes parmi le peuple, et son influence s'est évanoui face au catholicisme. De plus, les règles du christianisme ont ouvert la voie à l'absorption de nouveaux concepts sociaux tels que la monogamie et la candeur du mariage. L'influence de cette nouvelle religion est la cause principale de la disparition de la polygamie et de la polyandrie des basses terres.